# Eleutherodactylus ronaldi
Eleutherodactylus ronaldi är en groddjursart som beskrevs av Schwartz 1960. Eleutherodactylus ronaldi ingår i släktet Eleutherodactylus och familjen Eleutherodactylidae. IUCN kategoriserar arten globalt som sårbar. Inga underarter finns listade i Catalogue of Life.